# Sirimavo Bandaranaike
Sirimavo Bandaranaike, née Ratwatte le 17 avril 1916 à Balangoda (Ceylan) et morte le 10 octobre 2000 à Colombo, est une femme d'État sri lankaise. Elle est devenue la première femme Premier ministre au monde en 1960, lorsqu'elle est élue au poste de Premier ministre du Sri Lanka, marquant ainsi un moment historique pour les femmes en politique.
Après avoir accédé à la tête du Sri Lankan Freedom Party, elle est Premier ministre du Sri Lanka à trois reprises : de 1960 à 1965, de 1970 à 1977 et de 1994 à 2000. Sirimavo Bandaranaike fait partie d'une famille qui a dominé la vie politique au Sri Lanka toute la seconde moitié du XXe siècle. Lors de son troisième mandat, elle exerce ses responsabilités sous la présidence de sa fille Chandrika Kumaratunga.

## Biographie

### Jeunesse
Née dans une famille aisée, aristocratique et propriétaire de terres, Sirimavo Ratwatte est la plus âgée des filles dans une fratrie comptant six enfants. Bien que bouddhiste, elle est éduquée dans un couvent de Colombo tenu par des religieuses catholiques.
En 1940, à l'âge de 24 ans, elle épouse Solomon Bandaranaike, fondateur du parti nationaliste Sri Lanka Freedom Party. Victorieux lors des élections de 1956, il devient alors Premier ministre du Sri Lanka.

### Carrière politique
Le 26 septembre 1959, Solomon Bandaranaike est assassiné par un homme habillé en moine. En juillet 1960, Sirimavo Bandaranaike prend la tête du Parti de la liberté et se présente aux élections qu'elle remporte.
Le 21 juillet, à l'âge de 44 ans, elle devient Première ministre du Sri Lanka. C'est la première femme à être élue démocratiquement à la tête d'un gouvernement et la seule jusqu'à l'élection d'Indira Gandhi en tant que Première ministre en Inde en 1966.
Sirimavo Bandaranaike est surnommée « la veuve en pleurs », car elle éclate fréquemment en pleurs en déclarant qu'elle s'était engagée à « poursuivre l'œuvre de son mari ».

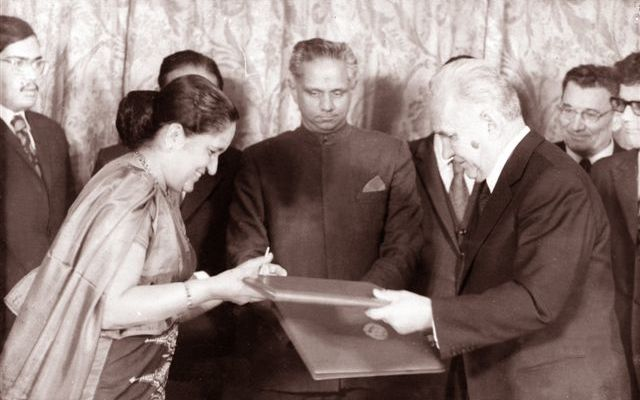
Sirimavo Bandaranaike avec le Premier ministre soviétique Alexis Kossyguine.

Un an après son élection, elle déclare l'état d'urgence pour faire face à une campagne prolongée de désobéissance de la minorité tamoule, qui proteste contre son action visant à remplacer l'anglais par le cingalais comme langue officielle.
En 1965, son parti est défait lors d'élections générales. Elle revient à la tête du pays aux élections suivantes, en 1970. Sa politique évolue vers la gauche, grâce à sa forte personnalité et à ses rapports étroits tant avec la Chine qu'avec Indira Gandhi.
En 1972, elle fait adopter par le Parlement la proclamation de la République et le changement de nom officiel de Ceylan en Sri Lanka. Elle opère aussi quelques nationalisations pendant ce mandat.
À partir de 1976, la popularité de Sirimavo Bandaranaike décline considérablement à l'intérieur du pays. En 1973, la crise pétrolière fait des ravages au Sri Lanka, avec pour conséquences des résultats économiques en demi-teinte. Surtout, des soupçons de corruption pèsent sur elle. Les élections de 1977 lui sont défavorables et entraînent son départ de la tête du gouvernement.
En 1980, le Parlement l'accuse d'abus de pouvoir, l'exclut de ses rangs et lui interdit d'exercer toute fonction officielle pendant sept ans. Ses droits civiques sont toutefois restaurés en 1986.

### Retour en politique
En 1988, Sirimavo Bandaranaike fait son retour sur la scène politique en se présentant à l'élection présidentielle face au candidat du Parti national uni, le Premier ministre Ranasinghe Premadasa mais elle est battue par ce dernier.
Sa fille Chandrika Kumaratunga devient Première ministre en août 1994 puis, quelques mois plus tard, est élue présidente de la République. Aussitôt après son investiture, elle nomme sa mère Première ministre, mais pendant cette période de 1994 à 2000, ce poste était devenu plus honorifique que doté de réels pouvoirs, en raison d'une modification de la constitution.
En 2000, Chandrika souhaite placer une personne plus jeune à ce poste, et Sirimavo Bandaranaike renonce au pouvoir le 10 août 2000 pour raisons de santé. Deux mois plus tard, elle succombe à une crise cardiaque, à l'âge de 84 ans, en revenant chez elle après avoir voté une dernière fois lors des élections législatives.

### Vie familiale
Sirimavo Bandaranaike est l'épouse de Solomon Bandaranaike, Premier ministre de 1956 à 1959, avec qui elle a eu trois enfants : Sunethra Bandaranaike (née en 1943), philanthrope ; Chandrika Kumaratunga (née en 1945), Première ministre en 1994 puis cinquième présidente du Sri Lanka (1994-2005) ; et Anura Bandaranaike (1949-2008), homme politique.